# Cmentarz prawosławny w Chmielku
Cmentarz prawosławny w Chmielku – cmentarz prawosławny w Chmielku, założony prawdopodobnie w latach 20. XIX w. jako unicki, po 1875 przemianowany na prawosławny, użytkowany do 1944.

## Historia i opis
Data powstania cmentarza nie jest znana. Zapiski dotyczące tej nekropolii wskazują jednak, że stało się to w latach 20. XIX wieku. Wytyczony został dla miejscowej ludności unickiej, gdy zabrakło miejsca na cmentarzu przy miejscowej cerkwi. W 1875 został, wskutek likwidacji unickiej diecezji chełmskiej, przemianowany na prawosławny. Był użytkowany przez miejscową ludność prawosławną do końca II wojny światowej oraz wysiedlenia prawosławnych mieszkańców wsi. Ostatnie datowane nagrobki pochodzą z 1944. Po wojnie wraz z wysiedleniami przestał być użytkowany, chociaż formalnie jest czynny i opiekuje się nim parafia prawosławna w Tarnogrodzie.
Na początku lat 90. XX wieku na terenie nekropolii znajdowało się 25 nagrobków, wykonanych z żeliwa lub kamienia. Na cmentarzu znajdują się prostopadłościenne postumenty oraz imitujące kopce kamieni, krzyże na nadstawach obeliskowych i nagrobki stylizowane na pnie drzew. Wśród nagrobków znajdują się trzy monumentalne krzyże kamienne datowane na II połowę XIX w.  Inskrypcje na nagrobkach wykonane zostały w języku cerkiewnosłowiańskim. Na cmentarzu rosną samosiewy robinii i wiązu, jak również krzewy czarnego bzu, jabłonie i śliwy.
W 2007 zdekompletowane nagrobki na terenie cmentarza zostały uzupełnione z inicjatywy Społecznego Komitetu Opieki Nad Cmentarzami w Gminie Łukowa.